# Borragem
Borragem (Borago officinalis L.), é uma planta herbácea anual mediterrânea, nativa do sul da Europa e do oeste da Ásia, a seguir naturalizada em toda a Europa e América do Norte.
É uma planta medicinal, no Brasil conhecida por borrage, borraxa, borracha, borracha-chimarrona ou foligem, que cresce em terras ricas em nitrogênio. Fora de algumas zonas da Alemanha ou do norte da Espanha, onde é utilizada como legume, o seu cultivo é feito principalmente para a produção de sementes. A planta é rica em mucilagem e nitrato de potássio, tendo propriedades emolientes, sudoríferas e diuréticas, úteis no tratamento de sintomas relacionados com gripe, bronquite, afecções das vias urinárias, herpes e sarampo, entre outros.
É também utilizada em medicamentos indicados para alívio da tensão pré-menstrual e em anti-inflamatórios para patologias relacionadas com inflamações.

## Descrição
Folhas todas alternas, cálices patentes.
O caule é redondo, carnoso-suculento, levantado, angulado, com sulcos intermédios; ângulos decursivos das folhas, pequenas, empubescidas; pelos assovelados, um tanto rijos, pungentes, nascidos duma base tuberculada, quase redonda; ramoso, difuso; ramos alternos, roliços, estriados, híspidos.
As folhas são alternas, junto dos ramos, ovadas-oblongas, obtusas, patentes, rentes, amplexicaules, quase decursivas, superiormente verdes, inferiormente esverdeadas, híspidas de ambas as partes, venosas-rugosas; as inferiores espatuladas, de um palmo.
O corimbo é terminal, bifendido. O cálice é monofilo, híspido e quase de cor de púrpura, lacínias lineares-lanceoladas, um tanto agudas, quase iguais, levantadas.
A corola é roxa do comprimento do cálice, lacínias lanceoladas, agudas, planas-patentes, quase iguais. A face coroada com cinco escamas, ovadas, obtusas, chanfradas, quase carnosas, esbranquiçadas; uma na base de cada lacínia da corola; outras cinco inseridas na parte exterior de cada filete perto da antera, mais curtas que as anteras, levantadas.
Tem cinco filetes, carnosos; curtos, esbranquiçados, turbinados-triangulares, exteriormente convexos, anteriormente gibosos, chanfrados em ambos os lados, superiormente levantados, um pouco mais compridos que as escamas da corola.
As anteras são lanceoladas, agudas, aquilhadas de ambas as partes, levantadas, convergentes. Pistilo: germe sobreposto, dividido em quatro lóbulos, obtuso, verde, liso. Estilete cilíndrico, esbranquiçado, do comprimento dos estames. Estigma troncado.

## Uso culinário
Folhas e flores são utilizadas. Os caules são evitados por serem ásperos. A folha fresca é usada em saladas, cortada em tiras finas. As folhas mais velhas e rijas são usadas e tratadas como o espinafre: cozidas e refogadas. As flores têm sabor delicado e podem ser adicionadas à saladas e sopas e coquetéis.
Seu uso é mais conhecido através do óleo de borragem. Este óleo é extraído da semente da planta e é usado em problemas cutâneos, tanto por aplicação tópica como por ingestão. É também indicado o uso de chás, mas por as folhas da borragem possuírem pêlo, é necessário passar o chá por um processo de filtração. As suas flores são também utilizadas. As flores e as folhas contêm alcalóides pirrolizidínicos, pelo que o seu uso é geralmente desaconselhado durante a gravidez; tais compostos estão também envolvidos em hepatotoxicidade e actividade carcinogénia, desaconselhando-se o seu uso prolongado.